# Proechimys hoplomyoides
Proechimys hoplomyoides е вид бозайник от семейство Бодливи плъхове (Echimyidae).

## Разпространение
Видът е разпространен в Бразилия, Венецуела и Гвиана.